# Rów Jeziorki
Rów Jeziorki (inna nazwa: Kanał Jeziorki) – rów wodny w woj. mazowieckim przebiegający przez gminę Lesznowola, stołeczną dzielnicę Ursynów, gminę Piaseczno i gminę Konstancin-Jeziorna. Ma w zależności od ujęcia 10,3 lub ok. 9 km długości i zlewnię o powierzchni 19,6 km². W zlewni znajdują się liczne zbiorniki wodne. Rów jest dopływem Jeziorki, pełni funkcje retencyjne. Wzdłuż rowu biegnie zanikający korytarz ekologiczny, a jego sąsiedztwo wykorzystywane jest rekreacyjnie – wzdłuż części rowu biegnie szlak turystyczny.

## Położenie i charakterystyka
Ciek leży w Polsce, na Nizinie Środkowomazowieckiej (318.7), na Równinie Warszawskiej (318.76), natomiast w regionalizacji przyrodniczo-leśnej – w mezoregionie Równiny Kutnowsko-Błońskiej, w krainie Mazowiecko-Podlaskiej. Lewostronny dopływ Jeziorki.
W zależności od źródeł rów ma różny przebieg w jego górnej części. Według państwowego rejestru nazw geograficznych początek rowu położony jest w gminie Lesznowola, w okolicy wsi Nowa Wola. Inne instytucje jako początek wskazują rejon na północny zachód od jeziora Zgorzała (w jeszcze innej wersji – teren samego jeziora), tuż za torami kolejowymi linii nr 8, w pobliżu przebiegu drogi ekspresowej S7, na terenie stołecznej dzielnicy Ursynów, obszar MSI Jeziorki Południowe, w okolicy ulicy Baletowej. W tej wersji ciek kieruje się na południowy wschód otwartym rowem. Odcinek podziemny rozpoczyna się przy skrzyżowaniu ulicy Chóralnej z Puławską. Kanał biegnie równolegle do Puławskiej na południe, a przecina ją prostopadle w rejonie ulicy Jaskółczej. Po ok. 150 metrach ciek przebiega znów rowem otwartym. Przepływa przez Dąbrówkę, tereny gminy Piaseczno (Józefosław, Julianów i Chyliczki), a następnie gminy Konstancin-Jeziorna (Kierszek). Przecina linię kolejową nr 937, a także drogę wojewódzką nr 721 (ulica Pułaskiego). Ujście do Jeziorki znajduje się w Skolimowie na 8,140 km od jej ujścia. Na Mapie Podziału Hydrograficznego Polski ciek ma dwa odcinki źródłowe: dłuższy przy Nowej Woli i krótszy na Ursynowie (w Jeziorkach Południowych) na południe od ulicy Karczunkowskiej i na wschód od Nawłockiej, łączące się tuż przed stawem Pozytywka. W tym ujęciu ciek na północ od ulicy Karczunkowskiej jest jego bezimiennym dopływem. Na MPHP Rów Jeziorki ma identyfikator hydrologiczny 25874 oraz identyfikator cieku 167386. W planie gospodarowania wodami na obszarze dorzecza Wisły z 2011 stanowi jednolitą część wód powierzchniowych (JCWP) o międzynarodowym numerze PLRW20001725874.
Długość rowu wynosi 10,3 km (według innego źródła, w wersji z początkiem na terenie Jeziorek – około 9 km), z czego 3,0 km w granicach miasta stołecznego. Część jego biegu o długości 2,68 km (kilometraż: 5+390–8+070 km) zaliczana jest do urządzeń melioracji podstawowych Warszawy. Na tym odcinku szerokość dna kanału wynosi 0,6–0,8 m, a głębokość 1,5–2,5 m.
Zgodnie z typologią abiotyczną ciek został sklasyfikowany jako potok nizinny piaszczysty (17). Jego pochodzenie jest naturalne. Na części odcinków woda płynie okresowo, po opadach lub roztopach.

## Zlewnia
Powierzchnia zlewni w zależności od źródła wynosi 21,7089 km² (w tym 42,57% na terenie Warszawy) lub 19,6 km². Na jej obszarze położone są liczne zbiorniki wodne, w tym jezioro Zgorzała, stawy Pozytywka, Wąsal, Krzewiny, Glinianki pod Lasem, Staw Lipkowski, staw Czyste, Głęboki Staw i staw Nowe Ługi. Jego dopływami są m.in. rowy RA–1 i RA–2 (inne nazwy: J–3–1 i J–3–2), rów R–B (J–2), a także kolektor B–4 (R–1 lub J–3–3) przebiegający wzdłuż południowej granicy Warszawy, oddzielając ją od Mysiadła. W okolicy ulicy Karmazynowej w Dąbrówce znajduje się odnoga o nazwie Stary Kanał Jeziorki. Ciek zasilany jest także poprzez sieć drenarską z terenu Ursynowa, która w dużej mierze pochodzi z czasów sprzed II wojny światowej.
Ciek przepływa przez tereny o podłożu gliniastym. Niektóre leżące w jego zlewni zbiorniki wodne (Zgorzała, Glinianki pod Lasem) są w całości lub częściowo byłymi wyrobiskami tego materiału. Ponadto wzdłuż doliny Kanału Jeziorki występują piaski humusowe i namuły den dolinnych. Na terenie Warszawy przepływa głównie przez obszary zabudowy jednorodzinnej, w powiecie piaseczyńskim zabudowa jest bardziej intensywna, blisko ujścia, w gminie Konstancin-Jeziorna poziom urbanizacji znów zmniejsza się.

## Retencja
Rów pełni funkcje retencyjne – odwadnia ok. 25% powierzchni dzielnicy Ursynów. Na jego przebiegu znajduje się 9 urządzeń piętrzących. Ze względu na rodzaj podłoża, zasypywanie zbiorników wodnych, postępującą urbanizację, niekontrolowane przebudowy rowu oraz jego dopływów, zmienny przekrój kanału i niewłaściwie zaprojektowane przepusty na terenie zlewni dochodzi do dużych wezbrań i podtopień m.in. na obszarze Dąbrówki w 2010, czy powtarzających się zalań w Józefosławiu. W związku z tym Dzielnica Ursynów przeprowadza rekultywacje kolejnych zbiorników wodnych leżących na obszarze zlewni rowu, np. stawu Czyste (2003) czy stawów Pozytywka i Wąsal (2013).
Zarząd Zieleni m. st. Warszawy ogłosił w czerwcu 2020, że w ramach przeciwdziałania skutkom zmian klimatycznych planuje w przyszłości wybudować na kanale nowe urządzenia piętrzące i sterowania przepływem wody w ramach „Warszawskiego programu ochrony zasobów wody”.

## Przyroda i czystość
Fragment rowu przepływa przez Warszawski Obszar Chronionego Krajobrazu, utworzony rozporządzeniem Wojewody Warszawskiego z dnia 29 sierpnia 1997 r. w sprawie utworzenia obszaru chronionego krajobrazu na terenie województwa warszawskiego, a także przez obszar otuliny rezerwatu przyrody Las Kabacki.
Ciek wraz z terenem wzdłuż rowów R–4 i R–4–2 stanowi lokalny korytarz ekologiczny znajdujący się w fazie zaniku, powiązany z ponadregionalnym ciągiem doliny Wisły. Dolina Kanału Jeziorki posiada walory krajobrazowe.
Wzdłuż części rowu wiedzie zielony szlak turystyczny prowadzący z przystanku kolejowego Warszawa Dawidy do Parku Kultury w Powsinie.
Zgodnie z badaniem z 2009 roku stan ekologiczny wód określono jako słaby. Zadecydował o tym stan fitobentosu. Również stężenie różnych form azotu i fosforu oraz BZT5 przekraczały kryteria stanu dobrego. W 2020 wykonano kolejną klasyfikację stanu ekologicznego, jednak z braku danych monitoringowych, została ona wykonana na zasadzie przeniesienia klasyfikacji z cieku o podobnej charakterystyce. W ten sposób prawdopodobny stan ekologiczny Rowu Jeziorki określono jako umiarkowany.

## Galeria
| - Stary Rów Jeziorki na ursynowskiej Dąbrówce w Warszawie, niedaleko ulicy Karmazynowej, widok w kierunku południowo-wschodnim, połączenie z mniejszym, lokalnym rowem - Rów Jeziorki w Józefosławiu, niedaleko ulicy Cyraneczki, widok w kierunku południowo-wschodnim - Staw Pozytywka w zlewni Rowu Jeziorki poddany rekultywacji w celu zwiększenia pojemności retencyjnej. W jednej z wersji źródeł cieku, znajduje się na jego biegu - Staw Czyste w zlewni Rowu Jeziorki poddany rekultywacji w celu zwiększenia pojemności retencyjnej |